# 道の駅大桑
道の駅大桑（みちのえき おおくわ）は、長野県木曽郡大桑村にある国道19号の道の駅である。

## 主な施設
- 駐車場
  - 普通車：76台
  - 大型車：7台
  - 身障者用：台
- トイレ
  - 男：大 7器（5器）、小 9器（7器）
  - 女：12器（8器）
  - 身障者用：1器（1器）

※（）内は24時間使用可能
- 公衆電話
- 郵便ポスト（木曽福島郵便局）
- 木楽舎
  - 特産品売店と軽食コーナーからなる。売店ではしいたけ、たけのこ、地酒、そば、木工品などを販売する。
- グルメリアきらく
  - しゃぶしゃぶ会席や和牛ステーキを提供する。
- 木挽の里

## 休館日
- 年中無休（レストランは除く）
- 毎週木曜日（レストラン）

## アクセス
- 国道19号 - 登録路線
- JR中央本線 大桑駅から徒歩

## 周辺
- 野尻宿
- 阿寺渓谷
- のぞきど森林公園
- フォレスパ木曽
- 定勝寺